# Calotes ceylonensis
Calotes ceylonensis är en ödleart som beskrevs av  Müller 1887. Calotes ceylonensis ingår i släktet Calotes och familjen agamer. Inga underarter finns listade.